# Machina/The Machines of God
Machina/The Machines of God è il quinto album in studio del gruppo musicale statunitense The Smashing Pumpkins, pubblicato il 29 febbraio 2000 dalla Virgin Records.

## Descrizione
È l'ultimo album della band prima della pausa durata fino al 2007 e segna il ritorno del batterista Jimmy Chamberlin nel gruppo. Ideato come concept album basato sulla storia di un gruppo rock in decadenza, ha come temi centrali l'amore e la speranza. Come il suo predecessore Adore, Machina ha segnato un drastico cambiamento sia di suono che di immagine per la band, ottenendo scarso successo e contribuendo probabilmente al successivo scioglimento e al licenziamento dalla Virgin Records. Dopo l'album precedente influenzato dall'elettronica, Machina rappresenta un ritorno al suono delle chitarre distorte degli album precedenti, sebbene sintetizzatori e chitarre acustiche siano ampiamente utilizzati. La pubblicazione è stata sostenuta da un lungo tour internazionale, con la nuova line-up comprendente Chamberlin e la bassista Melissa Auf der Maur ex Hole, ancor prima della rivelazione dello scioglimento del gruppo.
Pensato come album doppio è stato realizzato come album singolo, poiché la Virgin Records non era interessata dopo le deludenti vendite di Adore. I brani esclusi sono stati poi pubblicati in Machina II/The Friends and Enemies of Modern Music, realizzato indipendentemente su Internet.
Al disco è allegato un libretto stampato su carta marrone anticata, arricchito dalle illustrazioni dell'artista Vasily Kafanov () ispirate alle canzoni del disco. In fondo al libretto vi è l'inizio del racconto Glass and the Machines of God scritto dal cantante della band Billy Corgan, proseguito, poi, a più riprese su Internet. La storia parla di una rockstar chiamata Zero, che avendo ascoltato la voce di Dio, cambia nome in Glass e ribattezza il suo gruppo The Machines of God e i suoi fans Ghost Children.
L'album è entrato al 3º posto nella classifica Billboard 200 negli Stati Uniti durante la prima settimana, ma le vendite successive sono calate bruscamente.

## Accoglienza
| Recensione    | Giudizio |
| ------------- | -------- |
| AllMusic      |          |
| NME           |          |
| Pitchfork     | 4,2/10   |
| Rolling Stone |          |

Machina/The Machines of God ha ottenuto recensioni positive da parte dei critici musicali. Su Metacritic, sito che assegna un punteggio normalizzato su 100 in base a critiche selezionate, l'album ha ottenuto un punteggio medio di 66 basato su quindici recensioni.

## Tracce
Testi e musiche di Billy Corgan.
1. The Everlasting Gaze – 4:01
2. Raindrops + Sunshowers – 4:39
3. Stand Inside Your Love – 4:14
4. I of the Mourning – 4:37
5. The Sacred and Profane – 4:22
6. Try, Try, Try – 5:09
7. Heavy Metal Machine – 5:52
8. This Time – 4:43
9. The Imploding Voice – 4:24
10. Glass and the Ghost Children – 9:56
11. Wound – 3:58
12. The Crying Tree of Mercury – 3:43
13. With Every Light – 3:56
14. Blue Skies Bring Tears – 5:45
15. Age of Innocence – 3:55

Traccia bonus nell'edizione europea
1. Speed Kills – 5:17

## Formazione
Hanno partecipato alle registrazioni, secondo le note dell'album:
The Smashing Pumpkins
- Billy Corgan – voce, chitarra, basso in Age of innocence, tastiere, piano
- James Iha – chitarra
- D'arcy Wretzky – basso
- Jimmy Chamberlin – batteria

Altri musicisti
- Mike Garson – piano in With Every Light

Tecnici
- Flood – produzione, missaggio
- Billy Corgan – produzione
- Alan Moulder – missaggio
- Bill Douglass – assistente al missaggio
- Mike Zainer – assistente al missaggio
- Jef Moll – assistente al missaggio
- Andrew Nicholls – assistente al missaggio
- Bjorn Thorsrud – registrazione, missaggio
- Howard C. Willing – registrazione, missaggio
- Howie Weinberg – mastering

## Classifiche

### Classifiche settimanali
| Classifica (2000) | Posizione massima |
| ----------------- | ----------------- |
| Australia         | 2                 |
| Austria           | 10                |
| Belgio (Fiandre)  | 4                 |
| Belgio (Vallonia) | 8                 |
| Canada            | 2                 |
| Finlandia         | 6                 |
| Francia           | 4                 |
| Germania          | 4                 |
| Irlanda           | 3                 |
| Italia            | 2                 |
| Norvegia          | 2                 |
| Nuova Zelanda     | 4                 |
| Paesi Bassi       | 15                |
| Regno Unito       | 7                 |
| Spagna            | 10                |
| Stati Uniti       | 3                 |
| Svezia            | 3                 |
| Svizzera          | 12                |

### Classifiche di fine anno
| Classifica (2000) | Posizione |
| ----------------- | --------- |
| Stati Uniti       | 197       |